# 7. Infanterie-Brigade (Deutsches Kaiserreich)
Die 7. Infanterie-Brigade war ein Großverband der Preußischen Armee.

## Geschichte
Die 7. Infanterie-Brigade wurde am 5. September 1818 als Infanterie-Brigade der 4. Division in Bromberg (Provinz Posen) aufgestellt, am 3. April 1820 in 4. Infanterie-Brigade und am 29. April 1852 in 7. Infanterie-Brigade umbenannt. Sie war bis zum 23. September 1916 Teil der 4. Division (Standort ab 1852 Bromberg, vorher Stargard),  die dem II. Armee-Korps in Stettin (ab 1870, vorher Berlin) zugeordnet war. Danach gehörte sie zur 222. Infanterie-Division, die am 22. September 1916 an der Westfront gebildet wurde. Nach deren Auflösung am 2. Oktober 1918 wegen schwerer Verluste wurde die Brigade der 301. Infanterie-Division unterstellt.
1868 wurden die Landwehr-Bezirke neu geordnet und im Zuge dieser Maßnahme der Brigade die Landwehr-Einheiten 2. Pommersches Landwehr-Regiment Nr. 9 mit Landwehr-Bataillon Schivelbein und Landwehr-Bataillon Köslin und 6. Pommersches Landwehr-Regiment Nr. 49 mit Landwehr-Bataillon Schlawe und Landwehr-Bataillon Stolp zugeteilt.

### Standorte
- 1818 bis 1820 Torgau
- 1820 bis 1918 Bromberg

### Gliederung
- 1820 bis 1849

14. Infanterie-Regiment (3. Pommersches), 21. Infanterie-Regiment (4. Pommersches)
- 1850

4. Infanterie-Regiment, 21. Infanterie-Regiment
- 1851

Wie 1820 bis 1849
- 1852 bis 1859

14. Infanterie-Regiment und 14. Landwehr-Regiment
- 1860 bis 1864

3. Pommersches Infanterie-Regiment Nr. 14, 7. Pommersches Infanterie-Regiment Nr. 54, 3. Pommersches Landwehr-Regiment Nr. 14
- 1865 bis 1867

2. Pommersches Grenadier-Regiment (Colberg) Nr. 9, 6. Pommersches Infanterie-Regiment Nr. 49, 3. Pommersches Landwehr-Regiment Nr. 14
- 1868 bis 1881

Colbergsches Grenadier-Regiment (2. Pommersches) Nr. 9, 6. Pommersches Infanterie-Regiment Nr. 49, 2. Pommersches Landwehr-Regiment Nr. 9, 6. Pommersches Landwehr-Regiment Nr. 49
- 1882 bis 1885

6. Pommersches Infanterie-Regiment Nr. 49, Infanterie-Regiment Nr. 129, 2. Pommersches Landwehr-Regiment Nr. 9, 3. Pommersches Landwehr-Regiment Nr. 49
- 1885 bis 1886

6. Pommersches Infanterie-Regiment Nr. 49, Infanterie-Regiment Nr. 129, 3. Pommersches Landwehr-Regiment Nr. 14, 7. Pommersches Landwehr-Regiment Nr. 54
- 1887 bis 1888

6. Pommersches Infanterie-Regiment Nr. 49, Infanterie-Regiment Nr. 129, 3. Pommersches Landwehr-Regiment Nr. 14
- 1889 bis 1890

6. Pommersches Infanterie-Regiment Nr. 49, Infanterie-Regiment Nr. 129
- 1890 bis 1902

Pommersches Füsilier-Regiment Nr. 34, Infanterie-Regiment Nr. 129
- 1902 bis 1907

Infanterie-Regiment „Graf Schwerin“ (3. Pommersches) Nr. 14, Füsilier-Regiment Königin Viktoria von Schweden (Pommersches) Nr. 34
- 1908 bis 1912

Infanterie-Regiment Graf Schwerin (3. Pommersches) Nr. 14, 5. Westpreuβisches Infanterie-Regiment Nr. 148
- 1912 bis 1914

Infanterie-Regiment Graf Schwerin (3. Pommersches) Nr. 14, 6. Westpreußisches Infanterie-Regiment Nr. 149
- Kriegsgliederung bei Mobilmachung 1914

Wie vor
- Kriegsgliederung am 7. Februar 1918

Infanterie-Regiment Nr. 193, Infanterie-Regiment Nr. 397, Reserve-Infanterie-Regiment Nr. 81

### Deutsch-Dänischer Krieg 1864
Im Deutsch-Dänischen Krieg im Jahre 1864 war die Brigade im Verband der 4. Division an den Kämpfen beteiligt.

### Deutscher Krieg 1866
Im Krieg Preußens gegen das Kaisertum Österreich nahm die Brigade im Verband der 4. Division an den Kampfhandlungen teil.

### Deutsch-Französischer Krieg 1870/1871
Im Deutsch-Französischen Krieg war die Brigade im Verband der 4. Division eingesetzt.

### Erster Weltkrieg
Mit der Mobilmachung im August 1914 musste die Brigade das Brigade Ersatz Bataillon 8 aufstellen und kam im Verband der 4. Division  sowohl an der|Westfront als auch an der Ostfront zum Einsatz.
Zu den Kampfhandlungen, Gefechten und Schlachten siehe Kampfgeschehen der 4. Division, Kampfgeschehen der 222. Infanterie-Division und Kampfgeschehen der 301. Infanterie-Division.

### Brigadekommandeure
| Name                                         | Datum                                  |
| -------------------------------------------- | -------------------------------------- |
| 4. Infanterie-Brigade                        |                                        |
| Karl Friedrich Ludwig Georg von Uttenhoven   | 5. September 1818 bis 2. August 1820   |
| Georg Wilhelm von Lettow                     | 3. August 1820 bis 29. März 1832       |
| Ludwig von Quadt von Hüchtenbruck            | 30. März 1832 bis 29. März 1833        |
| Otto von Diericke                            | 30. März 1833 bis 24. März 1841        |
| Wilhelm von Pückler-Groditz                  | 25. März 1841 bis 23. April 1848       |
| Joachim Karl Ferdinand Ehrhardt              | 24. April 1848 bis 3. Mai 1852         |
| 7. Infanterie-Brigade                        |                                        |
| Karl von Bagenski                            | 4. Mai 1852 bis 7. Juli 1858           |
| Alexander von Vietinghoff genannt von Scheel | 8. Juli 1858 bis 28. Januar 1863       |
| Otto von Lehwaldt                            | 29. Januar 1863 bis 20. November 1864  |
| Leonhard von Blumenthal                      | 21. November 1864 bis 17. April 1865   |
| Ludwig von Schlabrendorff                    | 18. April 1865 bis 29. Oktober 1866    |
| Hans von Witzleben                           | 30. Oktober 1866 bis 23. Mai 1870      |
| Albert von Trossel                           | 24. Mai 1870 bis 17. Juli 1870         |
| Ewald Theodor von Scheffer                   | 18. Juli 1870 bis 14. Januar 1871      |
| Ludwig von La Chevallerie                    | 15. Januar 1871 bis 21. Februar 1873   |
| Friedrich Otto Gustav Quedenfeldt            | 22. Februar 1873 bis 22. Mai 1873      |
| Ferdinand Wilhelm von Bock                   | 23. Mai 1873 bis 11. März 1878         |
| Philipp von Müller                           | 12. März 1878 bis 2. Februar 1880      |
| Alexander Dunin von Przychowski              | 3. Februar 1880 bis 11. Februar 1884   |
| Gustav von Lindeiner gen. Wildau             | 12. Februar 1884 bis 14. November 1887 |
| Oskar Kausch                                 | 15. November 1887 bis 21. März 1888    |
| Adolf von Linstow                            | 22. März 1888 bis 31. März 1890        |
| Eduard Kleinhans                             | 1. April 1890 bis 24. März 1893        |
| Kurt von Ziegener                            | 25. März 1893 bis 15. Juni 1894        |
| Friedrich Metzler                            | 16. Juni 1894 bis 15. Juni 1896        |
| Weddo von Glümer                             | 16. Juni 1896 bis 16. Dezember 1896    |
| Richard von Kehler                           | 17. Dezember 1896 bis 17. April 1899   |
| Rudolf Pabst von Ohain                       | 18. April 1899 bis 21. März 18902      |
| Oskar von Reichenbach                        | 22. März 1902 bis 19. März 1906        |
| Adalbert Wegner                              | 20. März 1906 bis 1. April 1908        |
| Oskar John von Freyend                       | 2. April 1908 bis 1. Juni 1908         |
| Wilhelm von Harbou                           | 2. Juni 1908 bis 19. März 1911         |
| Johannes Liebach                             | 20. März 1911 bis 17. Februar 1913     |
| Hermann von Runckel                          | 18. Februar 1913 bis 30. August 1914   |
| Paul Jancke                                  | 31. August 1914 bis 4. Februar 1915    |
| Andreas Jenrich                              | 5. Februar 1915 bis 4. April 1915      |
| Hans Paris                                   | 5. April 1915 bis 16. April 1917       |
| Wilhelm Wild                                 | 17. April 1917 bis 20. Mai 1918        |
| Viktor Hoffmann                              | 21. Mai 1918 bis Kriegsende            |
| Walter Leu                                   | 15. Februar 1919 (Demobilisierung)     |